# Chico Trujillo
Chico Trujillo es una banda chilena de nueva cumbia. Nace en 1999, en la ciudad de Villa Alemana/Región de Valparaíso, luego de una gira que Aldo Asenjo, alias "El Macha", realizaba con su banda La Floripondio por ciudades de Alemania, Países Bajos y Austria.
Chico Trujillo es el artista más vendedor del sello Oveja Negra. Las ventas combinadas de sus álbumes Cumbia Chilombiana, Plato único bailable y Vivito y coleando ascienden a 20 000 copias en Chile, donde una edición del sello Master Media del título La gran fiesta vendió 15 000 copias.

## Biografía
Luego de la gira de La Floripondio por Europa, algunos miembros de dicha banda decidieron trabajar en un proyecto enfocado al bolero y la música latinoamericana, en donde la cumbia tradicional florecía de manera espontánea.
Por ese entonces Aldo Asenjo se reunía cotidianamente con sus amigos Antonio Orellana y Alberto "Flaco" Varas a tocar guitarra e intentar cosas musicales diferentes a La Floripondio. Gradualmente se fueron integrando nuevos participantes como Tuto Vargas y Juan Gronemeyer de La Floripondio, que formaran la base que más tarde será reforzada por una sección de vientos. Producto de estos ensayos y sesiones surge el primer disco, titulado Chico Trujillo y la Señora Imaginación, concierto en vivo que fue editado posteriormente en Alemania en estudio bajo el nombre de ¡Arriba las nalgas!
Organizaron diferentes conciertos para presentar el nuevo material, en donde las melodías tradicionales chilenas salían a flote en cumbias y boleros clásicos. Realizaron diferentes presentaciones como la Cumbre Guachaca Chilena en la Estación Mapocho, varias fiestas universitarias, conciertos para comités de liberación mapuche, muchísimos conciertos autoproducidos entre Santiago de Chile y la Región de Valparaíso, celebraron varias veces cumpleaños y años nuevos en La Batuta de Santiago.
En el verano europeo de 2002 (junio-julio) realizan sus primeras presentaciones en Berlín, precisamente en Centro Cultural Tacheles, pasando después a realizar muchos conciertos en el Café Zapata, de la misma ciudad (2002 al 2009). También realizan sus primeros conciertos en España: en La Coruña, Oleiros y Ferrol.
En estos conciertos las canciones originales se mezclaban con interpretaciones de cumbias tradicionales, lo que dio como mezcla una banda tocando cumbias, boleros y ska.
En 2003, se presentan para los Carnavales Culturales de Valparaíso, participan del Festival del Huaso de Olmué junto a Giolito y su combo y La Sonora de Tommy Rey. A finales del mismo año, encontrándose en Alemania, editan un disco en vivo bajo el nombre Fiesta de Reyes que reúne extractos de 4 presentaciones en vivo realizadas en Berlín (julio), álbum mezclado por Aldo en conjunto con Rodrigo González de la banda alemana Die Ärzte.
Luego de un 2006 de presentaciones prolíficas por Europa, Chico Trujillo lanza su disco Cumbia chilombiana, luego de la cual lanzan, en 2008, Plato único bailable.

## Miembros

### Formación
- Aldo Asenjo (El Macha) - Vocalista
- Víctor (Tuto) Vargas - Bajo
- Juanito Gronemeyer - Percusión, Batería
- Sebastián Cabezas (Zorrita) - Trompeta
- Rodolfo Fuica (Tío Rodi) - Percusión, Batería
- Luis Tabilo - Trombón, Flauta de émbolo
- Jose (Joselo) Osses - Teclado
- Leo Ruiz (Felita) - Saxofón
- Carlos Rodríguez - Saxofón
- Patricio Quilodran - Charango Cuatro
- (Pajarito) Araya - Percusión
- Mauricio Barrueto (Machi) - Guitarra

## Discografía

### Álbumes
- 2001: Chico Trujillo y la señora Imaginación (disco en vivo editado en Alemania)
- 2001: ¡Arriba las Nalgasss! (edición en estudio)
- 2006: Cumbia Chilombiana
- 2008: Plato único bailable
- 2010: Chico de oro
- 2012: Gran Pecador
- 2019: Mambo Mundial

### Álbumes en vivo
- 2003: Fiesta de reyes (en vivo)
- 2010: Vivito y coleando (CD + DVD en vivo)

### EP
- 2015: Reina de Todas las Fiestas

### Sencillos
- Maria ria (2001)
- Y si no fuera (2001)
- El conductor (2006)
- Medallita (2006)
- La escoba (2006)
- Lanzaplatos! (2008)
- Loca (2008)
- Sin Excusas (2009)
- Gran Pecador (2009)
- Que me coma el Tigre (2019)